# مناره چولی

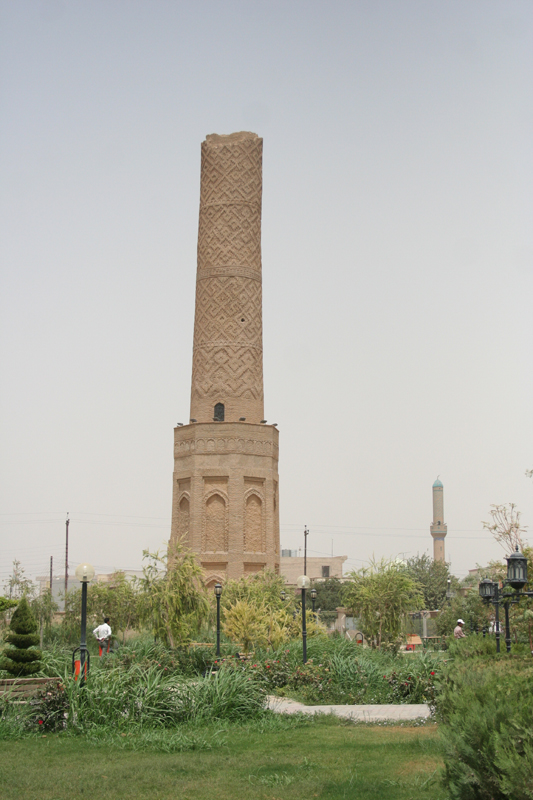
منارهٔ مظفریه.

مناره چولی یا منارهٔ مظفریه نام مناره‌ای تاریخی در مرکز شهر اربیل عراق است.
محلهٔ پیرامون این مناره نیز به نام محله مناره نامیده می‌شود.
این مناره در چند کیلومتری جنوب باختری ارگ اربیل قرار دارد و در دورهٔ سلطان مظفرالدین گوگبری (۱۱۹۰–۱۲۳۲) ساخته شده‌است.